# Немања Ђурић
Немања Неца Ђурић (18. јун 1936 — 7. август 2025) био је југословенски и српски кошаркаш. Играо је за Југославију и комбиновани тим републике Хрватске (ФНРЈ).

## Живот
Немања Ђурић рођен је у Београду 18. јуна 1936. у Краљевини Југославији. Потиче из спортске породице, отац и ујак играли су за ФК Славију из Београда. Бавио се многим спортовима. Играо је фудбал за ФК Шумадију-Београд, да би затим прешао у Рукометни Клуб Херој. Због својих физичких предиспозиција прелази на следећи спорт у одбојкашки клуб Партизан где се задржава и пролази све јуниорске селекције. После конкурса КК Црвена Звезда да се траже високи младићи са 19 година одлази, на наговор свог пријатеља Слободана Пиве Ивковића (брата Душана Ивковића).
Своје прве кошаркашке кораке прави у КК Црвена Звезда тек са 19 година. Због његових година сматрали су у клубу да је сувише стар и Немања Ђурић одлази у КК Раднички са Црвеног Крста у Београду.
Немања Неца Ђурић са 22 године постаје стандардни члан југословенске репрезентације која осваја златну медаљу на медитеранским играма у Бејруту 1959. године.
1960. године на Олимпијским играма у Риму југословенска репрезентација заузела је 6. место и наговестила светлу будућност која је пред њима.
1961. године на европском првенству које је одржано у Југославији Немања Ђурић је имао врло запажену улогу са просечно постигнутих 11.6 кошева по мечу. Југословенска репрезентација је изгубила само два меча и то од СССР. Југословенски тим су чинили Марјан Кандус, Радивој Кораћ, Витал Елселт, Миха Локар, Жељко Троскот, Слободан Гордић, Иво Данеу, Звонко Петричевић, Сретен Драгојловић, Радован Радовић, Немања Ђурић и Миодраг Николић.
1963. године на европском првенству у Пољској југословенска репрезентација у саставу Радивој Кораћ, Иво Данеу, Слободан Гордић, Трајко Рајковић, Борут Бассин, Миодраг Николић, Немања Ђурић, Звонко Петричевић, Драгослав Ражнатовић, Милош Бојовић, Живко Касун, Емил Логар освојила је бронзану медаљу и тиме поставила високе циљеве да се са свих великих такмичења враћају са неком од медаља.
Исте године на светском првенству у Бразилу југословенска репрезентација је освојила сребрну медаљу у саставу Радивој Кораћ, Иво Данеу, Јосип Ђерђа, Слободан Гордић, Трајко Рајковић, Миодраг Николић, Немања Ђурић, Звонко Петричевић, Драгослав Ражнатовић, Витал Еиселт, Владимир Цветковић, Драган Ковачић.
Немања Ђурић је просечно је постизао по 14,6 поена по утакмици и проглашен је за 3. играча света.
Оно што би и сам Немања Ðурић у сред неког разговора рекао за све ово је заслужан рад, таленат свих кошаркаша али и селекција коју је урадио велики Аца Николић.
1964. године на олимпијским играма у Јапану југословенска репрезентација је успела да заузме 7. место у саставу Радивој Кораћ, Иво Данеу, Јосип Ђерђа, Слободан Гордић, Трајко Рајковић, Миодраг Николић, Немања Ђурић, Звонко Петричевић, Драгослав Ражнатовић, Витал Еиселт, Владимир Цветковић, Драган Ковачић.
1965. године на европском првенству у СССР-у југословенска репрезентација заузела је 2. место и потврдила да постаје кошаркашка сила која је присутна на свим такмичењима и да се озбиљно рачуна на њу. Састав је изгледао овако: Радивој Кораћ, Иво Данеу, Петар Сканси, Јосип Ђерђа, Слободан Гордић, Трајко Рајковић, Немања Ђурић, Звонко Петричевић, Драгослав Ражнатовић, Витал Еиселт, Драган Ковачић, Милош Бојовић са тренером Ацом Николићем који ће се после овог првенства повући са тренерске позиције и оставити такозвану СРЕБРНУ ГЕНЕРАЦИЈУ која је исписала историјски почетак. 
Немања Ђурић је и на овом шампионату имао врло запажену улогу.
Био је члан југословенског националног тима од 1959. до 1969. а ушао је и у комбиновани састав ондашње југословенске републике Хрватске која је одмерила снаге са изабраним саставом звезда НБА лиге у историјској утакмици одиграној у Карловцу 2. јуна 1964. године. За комбиновани тим Хрватске су тад играли Јосип Ђерђа, Борис Крижан, Немања Ђурић, Драган Ковачић, Марко Старчевић (Остарчевић?), Живко Касун, Слободан Колаковић, Петар Сканси, Златко Кисељак, Жељко Троскот, Стјепан Ледић, Мирко Новосел.
Из брака са Јеленом има сина Луку и кћерку Кристину.